# LSM-348 (schip, 1945)
De LSM-348 was een Landing Ship Medium die in 1945 bij Pullman-Standard Car Manufacturing Company werd gebouwd voor de United States Navy.
In 1948 werd het overgenomen door de Irwin-Lyons Lumber Company als het vrachtschip Rolando.
In 1955 nam Standard Oil of California het over als Western Explorer en nam het in gebruik als boorschip waarbij de voortstuwing werd verwijderd. Om te voldoen aan de eisen die door Californië werden gesteld aan olieconcessies, werd er apparatuur geïnstalleerd waarmee de eruptieafsluiter (BOP) op afstand bediend kon worden, zodat er geen duikers meer nodig waren. Dit was daarmee de eerste afstandbedienbare BOP. Er werd ook een moonpool geconstrueerd, zodat de boortoren niet over de zij hoefde te worden geplaatst, zoals bij eerdere conversies van LSM's het geval was. In 1962 werd het overgenomen door Global Marine.
In 1974 werd het opgelegd tot het in 1976 werd omgedoopt tot de Sanders I en daarna voer voor Sanders Equipment Company tot 1989.